# Precypitat (nawóz)
Precypitat (dwufosfat) – rodzaj sztucznego nawozu mineralnego fosforowego. Składa się z fosforu w postaci fosforanu dwuwapniowego. Jakością dorównuje superfosfatowi. 
Stosowany jest także jako mineralna domieszka do pasz. Nadaje się pod wszystkie rośliny uprawne i na wszystkie gleby. Otrzymuje się go z fosforytów poprzez oddziaływanie kwasu azotowego i zobojętnienie wydzielonego kwasu ortofosforowego mlekiem wapiennym.